# Jupiter (compañía)
Jupiter Corporation es una compañía japonesa de videojuegos y un estudio de desarrollo de hardware que se centra en las consolas portátiles. Tiene su sede en Kioto, a pesar de que tiene una rama secundaria en Tokio. El lema de Júpiter es “Let’s Play! Let’s Smile!“ (¡Vamos a jugar! ¡Vamos a sonreír!).

## Títulos

### Game Boy
- Mario's Picross
- Mario's Picross 2
- Picross 2
- Pocket Kyoro-chan
- Game Boy Camera

### Game Boy Color
- Dangun Racer
- Pokémon Pinball
- Sakura Taisen GB
- Sakura Taisen GB2
- Super Robot Pinball
- Silver

### Game Boy Advance
- Animal Mania
- Disney Sports Motocross
- Disney's Party
- Kingdom Hearts: Chain of Memories
- Pokémon Pinball: Rubí y Zafiro
- Wagamama Fairy: Mirumo de Pon! Ougon Maracas no Densetsu

### Nintendo DS
- Spectrobes
- Picross DS
- Maths Training del Profesor Kageyama
- Spectrobes: A las puertas de la galaxia
- The World Ends with You (junto con Square Enix)
- Ghost Trick
- Minna no Doubutsuen/Minna no Suizokukan (junto con Taito (solamente lanzados en Japón))

### Nintendo DSi(DSiWare)
- Don't Cross the Line

### Nintendo 3DS(Nintendo eShop)
- PICROSS e
- PICROSS e2
- PICROSS e3
- PICROSS e4
- PICROSS e5
- PICROSS e6
- PICROSS e7
- PICROSS e8
- PICROSS e9
- Pokémon Picross
- Sanrio Characters Picross
- Club Nintendo Picross
- Club Nintendo Picross plus
- My Nintendo Picross – The Legend of Zelda: Twilight Princess (junto con Nintendo EPD)

### Nintendo Switch(Nintendo eShop)
- PICROSS S
- PICROSS S2
- PICROSS S3
- PICROSS S4
- PICROSS S5
- PICROSS S6
- PICROSS S7
- PICROSS S8
- PICROSS S9
- Picross S: Mega Drive & Mark III Edition
- PICROSS X: Picbits vs Uzboross
- Kemono Friends Picross
- Picross Lord of the Nazarick
- Working Zombies
- Fitness Circuit

### Pokémon mini
- Pokémon Pinball mini
- Pokémon Puzzle Collection
- Pokémon Puzzle Collection vol. 2
- Pokémon Race mini
- Togepi's Great Adventure
- Pokémon Breeder mini

### Super NES
- Mario's Super Picross
- Picross NP Vol. 8

### PlayStation 2
- Kingdom Hearts: Chain of Memories (junto con Square Enix)